# مستعر أعظم SN 2011fe
كان المستعر الأعظم SN 2011fe ، الذي تم تسميته في البداية PTF 11kly ، عبارة عن مستعر أعظم من النوع Ia ، اكتشفه مسح Palomar Transient Factory (PTF) في 24 أغسطس 2011 خلال مراجعة آلية لصور مسييه 101 من ليالي 22 و 23 أغسطس 2011. كانت تقع في مجرة مسييه 101 مجرة Pinwheel ، على بعد 21 مليون سنة ضوئية من الأرض.  تمت مشاهدته بواسطة مسح PTF بالقرب من بداية حدث المستعر الأعظم ، عندما كان قاتمًا بمقدار مليون مرة تقريبًا بحيث لا يمكن رؤيته بالعين المجردة. إنه أصغر نوع تم اكتشافه كنوع مستعر أعظم نوع Ia على الإطلاق.  في حوالي 13 سبتمبر 2011 ، وصل سطوعه الأقصى بقدر ظاهري +9.9  وهو ما يعادل القدر المطلق -19 ، أي ما يعادل 2.5 مليار شمس. عند قدر ظاهري +10 في حوالي 5 سبتمبر ، كان SN 2011fe مرئيًا أيضا في التلسكوبات الصغيرة. واعتبارًا من 30 سبتمبر ، كان المستعر الأعظم عند قدر +11 في سماء المساء المبكرة بعد غروب الشمس فوق الأفق الشمالي الغربي. ثم انخفضت شدة لمعانه +13.7 اعتبارًا من 26 نوفمبر 2011. 

## الاكتشاف
مرصد بالومار العبور فاكتوري عبارة عن مسح تلسكوبي آلي يقوم بمسح السماء بحثًا عن أحداث فلكية عابرة ومتغيرة. يتم تغذية المعلومات إلى مركز الحوسبة العلمية لبحوث الطاقة الوطنية (NERSC) في مختبر لورانس بيركلي الوطني ، والذي يقوم بحساب المعلومات لتحديد أحداث النجوم الجديدة. بعد المراقبة الأولية لحدث SN 2011fe تم استخدام التلسكوبات في جزر الكناري ( إسبانيا ) لتحديد طيف انبعاث الضوء الآتي في مراحل مختلفة من الحدث. بعد ذلك ، تم استخدام تلسكوب هابل الفضائي ، ومرصد ليك في كاليفورنيا ، ومرصد كيك في هاواي لمراقبة الحدث بمزيد من التفصيل.
على الرغم من أن المستعر الأعظم SN 2011fe كان خافتًا جدًا في البداية ، إلا أنه سطع سطوعا شديدا بسرعة. وفي اليوم الذي تم تصويره فيه لأول مرة ، 24 أغسطس 2011 ، كانت الصورة باهتة مليون مرة بحيث لا يمكن رؤيتها بالعين المجردة. ثم بعد يوم واحد ، كان لا يزال قاتما للغاية بمقدار 10 آلاف مرة. ولكن في اليوم التالي كان أكثر إشراقًا من ذلك بست مرات. وفي 25 أغسطس فشل التلسكوب الراديوي EVLA في الكشف عن الانبعاثات الراديوية منه SN 2011fe. في حين أن هذه الانبعاثات تكون شائعة لأنواع أخرى من المستعرات العظمى إلا أنها لم تُلاحظ أبدًا في النوع Ia. 
تم اقتراح مرشحين محتملين لنظام السلف ؛  ومع ذلك يبدو أن التحليل اللاحق يستبعدهم. 

## أهمية المستعرات العظمى من النوع Ia و SN 2011fe
تحدث أحداث المستعر الأعظم من النوع Ia عندما يكتسب نجم قزم أبيض مادة إضافية كافية لتتجاوز حد Chandrasekhar وتنهار ، مما يؤدي إلى اندماج سريع وانفجار في هيئة مستعر أعظم. لأن هذا الانهيار يحدث بكتلة متسقة ، فإن الانفجارات الناتجة لها خصائص موحدة للغاية ، وتستخدم " كشموع قياسية " لقياس المسافة بيننا وبين المجرات المضيفة لتلك النجوم . يعتمد السطوع الدقيق والسلوك الدقيق للمستعر الأعظم من النوع Ia على معدنية النجمه الأم (معدنية في علم الفلك تعني نسبة عناصر أثقل من الهيدروجين والهيليوم قبل تطور النجم إلى قزم أبيض). نظرًا لاكتشاف حدث SN 2011fe في وقت مبكر جدًا فإن ذلك يمكن لعلماء الفلك الحصول على قياسات أكثر دقة لتكوينه الأولي وتطوره أثناء انفجاره كمستعر أعظم ، وبالتالي يستطيعون تحسين نماذجهم لأحداث المستعر الأعظم من النوع Ia ، مما يؤدي إلى تقدير مسافة أكثر دقة لأنواع أخرى لمشاهدات مستعرات عظمى نوع Ia . 1
قد تساعد '''الشموع المعيارية ''' للمستعر الأعظم من النوع Ia في تقديم دليل لدعم فرضية الطاقة المظلمة والتوسع المتسارع للكون .  قد يسمح الفهم الأفضل لسلوك المستعر الأعظم من النوع Ia بدوره بتحسين النماذج النظرية للطاقة المظلمة وتكوين الكون وبدايته بصفة عامة .

## اقرأ أيضا
- انفجار أشعة جاما 221009 - أشد انفجار بواقع يوليو 2023

## روابط خارجية
- ^Nature: Nearby supernova may illuminate dark energy puzzle نسخة محفوظة 2011-10-11 على موقع واي باك مشين.
- Berkeley Scientists Discover an “Instant Cosmic Classic” Supernova
- USA Today: Nearby supernova blooms into view
- Supercomputer and superboffins spot rare baby supernova
- Light curves and spectra نسخة محفوظة 2017-10-22 على موقع واي باك مشين. on the Open Supernova Catalog نسخة محفوظة 3 مارس 2016 على موقع واي باك مشين.
- SN 2011fe animations
- Rochester Academy of Sciences index page on SN 2011fe
- Supernova SN2001fe